# Hondouville
Hondouville – miejscowość i gmina we Francji, w regionie Normandia, w departamencie Eure.
Według danych na rok 1990 gminę zamieszkiwały 632 osoby, a gęstość zaludnienia wynosiła 92 osoby/km² (wśród 1421 gmin Górnej Normandii Hondouville plasuje się na 376 miejscu pod względem liczby ludności, natomiast pod względem powierzchni na miejscu 543).